# Ульяновская волость (Бронницкий уезд)
Ульянинская волость — волость в составе Бронницкого уезда Московской губернии. Существовала до 1929 года. Центром волости было село Ульянино.
По данным 1919 года в Ульянинской волости был 21 сельсовет: Абакшинский, Бубновский, Владимировский, Давыдовский, Захаровский, Колоколовский, Костинский, Кочетовский, Лаптевский, Майковский, Михеевский, Першинский, Подлипкинский, Поддубьевский, Сабуровский, Семеновский, Старниковский, Субботинский, Татарищевский, Ульянинский, Юрасовский.
В 1923 году Абакшинский с/с был присоединён к Михеевскому, Кочетовский — к Старниковскому, Колоколовский и Першинский — к Ульянинскому, Поддубьевский — к Давыдовскому, Юрасовский — к Семеновскому. Был создан Бельковский с/с; упразднены Бубновский, Владимировский, Захаровский, Костинский, Лаптевский, Майковский, Подлипкинский, Сабуровский, Субботинский и Татарищевский с/с. Ближе к концу года Бубновский, Владимировский и Майковский с/с были восстановлены.
В 1925 году были созданы Поддубьевский, Субботинский и Татарищевский с/с.
В 1926 году были созданы Колоколовский, Першинский, Сабуровский и Юрасовский с/с.
В 1927 году Колоколовский, Першинский и Юрасовский с/с были упразднены.
В ходе реформы административно-территориального деления СССР в 1929 году Ульянинская волость была упразднена.